# Horsfieldia amplomontana
Horsfieldia amplomontana là một loài thực vật thuộc họ Myristicaceae. Đây là loài đặc hữu của Malaysia.